# Prémio Nierenberg
O Nierenberg Prize for Science in the Public Interest é um prémio atribuído pela Scripps Institution of Oceanography aos que se distinguem pela suas contribuições para a ciência no interesse público.
Este prémio foi criado com fundos oferecidos pela família Nierenberg de forma a homenagear William Nierenberg que foi presidente da Scripps Oceanography desde 1965 até 1986.
O prémio é constituído por valor pecuniário ($25,000) e por uma medalha de bronze.

## Premiados[1]
- 2001 — E. O. Wilson
- 2002 — Walter Cronkite
- 2003 — Jane Lubchenco
- 2004 — Dame Jane Goodall
- 2005 — Sir David Attenborough
- 2006 — Dr. Gordon Moore
- 2007 — Dr. J. Craig Venter
- 2008 — Dr. James E. Hansen
- 2009 — Dr. Richard Dawkins
- 2010 — Ira Flatow
- 2012 — Daniel Pauly
- 2013 — James Cameron